# 大西慎也
大西 慎也（おおにし しんや、1975年6月26日 - ）は、兵庫県出身の実業家。播州地方を中心に兵庫県下に「らーめん八角」居酒屋「昭和お好み焼き劇場うまいもん横丁」「中華そば 八角」「うま横カレー／お好み焼き家族」「洋食屋Bee」「食堂 銀シャリ ぱっぱ屋」「浪速大だこ たこの壺」など7業種38店舗を運営する、株式会社八角の経営者。

## 人物
19歳で八角形の小さな屋台でオープンした「らーめん 八角」から出発し38店舗を運営する企業にまで育て上げ、「日本一安い88円餃子」や「10円ビール」など奇抜で思い切った戦略で経営を立て直した現場叩き上げの経営者として、その辣腕経営者ぶりが2000年以降より多くのマスメディアに注目されテレビ、雑誌などへの露出も多いほか、中学校での講演も行っている。
両親と姉、妹の5人家族で両親は店をしていたために不在がちで、兄妹3人で過ごすことが多い幼少期を過ごす。活発な性格で、学校ではどんなタイプの生徒とも性別を問わず全員と友達になるような明るい少年であった。のちに八角が企業として大きくなった後も中学時代の友人が社員として共に働いている。父、大西敏文は当時、その地方では知らない人がないほどの人気喫茶店「カサノバ」と居酒屋を11店舗運営しており、慎也もそんな父の影響で少年時代より「自身の店を持ちたい」という願望を抱き、父の反対を押し切り高校を中退してまで17歳で飲食業界入りする。当初は父親の仕事を手伝う形で始めたが、すでに40代に入り終日の立ち仕事が体力的に厳しくなっていた父に代わり、バブル崩壊で喫茶店の経営が傾きだしていた父が発案したラーメン屋台を一人で切り盛りする形で始めたのが現「らーめん八角」の原点となる。1994年、慎也19歳の時であった。皮肉にも経営が傾いたことが自分の店を持つきっかけとなった。父からは手取り足取り教えられたわけではなく「見て覚えろ」という姿勢だった。この方針のお陰で何でも経験でき今の自分があるとのちに大西は吉沢京子との対談（『The Human』誌上）で語っている。播州の醤油を使いやや甘めに仕上げたラーメンはまたたく間に話題を呼び、繁盛店に。一挙に5店舗を運営するまでになる。この予想を超える人気に、大西は一気に勝負に出る。2000年には、初の大型店舗である播磨本店をオープン、同時に法人化を行い「有限会社八角」とする。
実業家として大西は2度、大きな試練を経験している。前述がその一度目で2度目は他県進出を目指した2008年のショッピングモール（岡山県のイオンタウン水島）への出店であった。当時大西は全国展開の野望を抱いていたが、その根底にあるのは「父を超えたい」という一心であった。その足掛かりとしての水島での出店であったが、地域性やフードコートの特性について勉強不足でその上、リーマンショックが重なり施設そのものの集客力も低下、9ヶ月で撤退し多額の借金を残す。「19歳の時の借金とは異なり、従業員たちの生活がかかっていると思うとその重みは全く違った」とのちに日経トレンディで述懐している。
しかし、この負の経験が転機となり、会社の立て直しのためそれまで無知であった経営や経理を猛勉強、従来のどんぶり勘定を転換。従業員へも経営感覚を付けさせる工夫をするなどこれまでの経営方針を一転。店舗ごとの収支を店長にも開示するようになる。新規出店は見合わせ、既存店の徹底見直しを開始、2011年よりは全店舗を黒字転換させ、さらには4年連続増収増益を達成した。この間の2009年には姫路総本店をオープンしている。
30歳で結婚、妻と子の3人家族。大のクルマ好きで、多くのクルマを乗り継いできている。座右の銘は「夢を語らず目標を持て」。

## 略歴
- 1975年6月26日 - 兵庫県に両親が店舗経営をしている家庭に生まれ、幼少期は兄妹3人で過ごすことが多かった[1][4]。
- 1972年5月 - 父、大西敏文が姫路市辻井に「喫茶カサノバ」オープン[8]。
- 1986年11月 - 父が姫路市四郷町に「居酒屋へのへのもへの」オープン[8]。
- 17歳の頃、高校を中退して父の家業を手伝う[1]。
- 父が経営していた喫茶店「カサノバ」がバブル崩壊で経営状況が一変。閉店が相次ぐ。多額の負債を抱える[7]。
- 19歳でラーメン屋台を独力で経営[1]。存続を賭けて経営していた居酒屋「へのへのもへの」の駐車場の片隅の空きスペースで始めた八角形の壁もない屋台であった。建てたのは日曜大工が趣味であった父、大西敏文。当初は父が店に立っていたが1週間で慎也に任せる。八角形にしたのは、従業員すら雇えないため店主が真ん中に立つことにより、1人で多人数の客に対応するためであったが、「八方に幸せを撒く」という思いも込められていた。1人で厨房に立つため、すべてがセルフサービス方式で、会計もお釣りまで含めてセルフサービスとしたため売上よりも現金が多かった日もあったという。これが大当たりし、初月から240万を売り上げる。この成功により借金を5年で返済する[7][9]。
- 2000年 - 播磨町に初の大型店（らーめん八角播磨本店）を出店。現在の「らーめん八角」の原形となる[1][8]。
- 2002年12月 - 赤穂市新田に八角FC1号店として、「らーめん八角赤穂店」をオープン。居酒屋「へのへのもへの」を「おいしんぼ」に名称変更[8]。
- 2003年10月 - 「おいしんぼ御着店」を「うまいもん横丁姫路東店」に名称変更[8]。
- 2005年4月 - 初の食堂業態「銀シャリぱっぱ屋」オープン[8]。

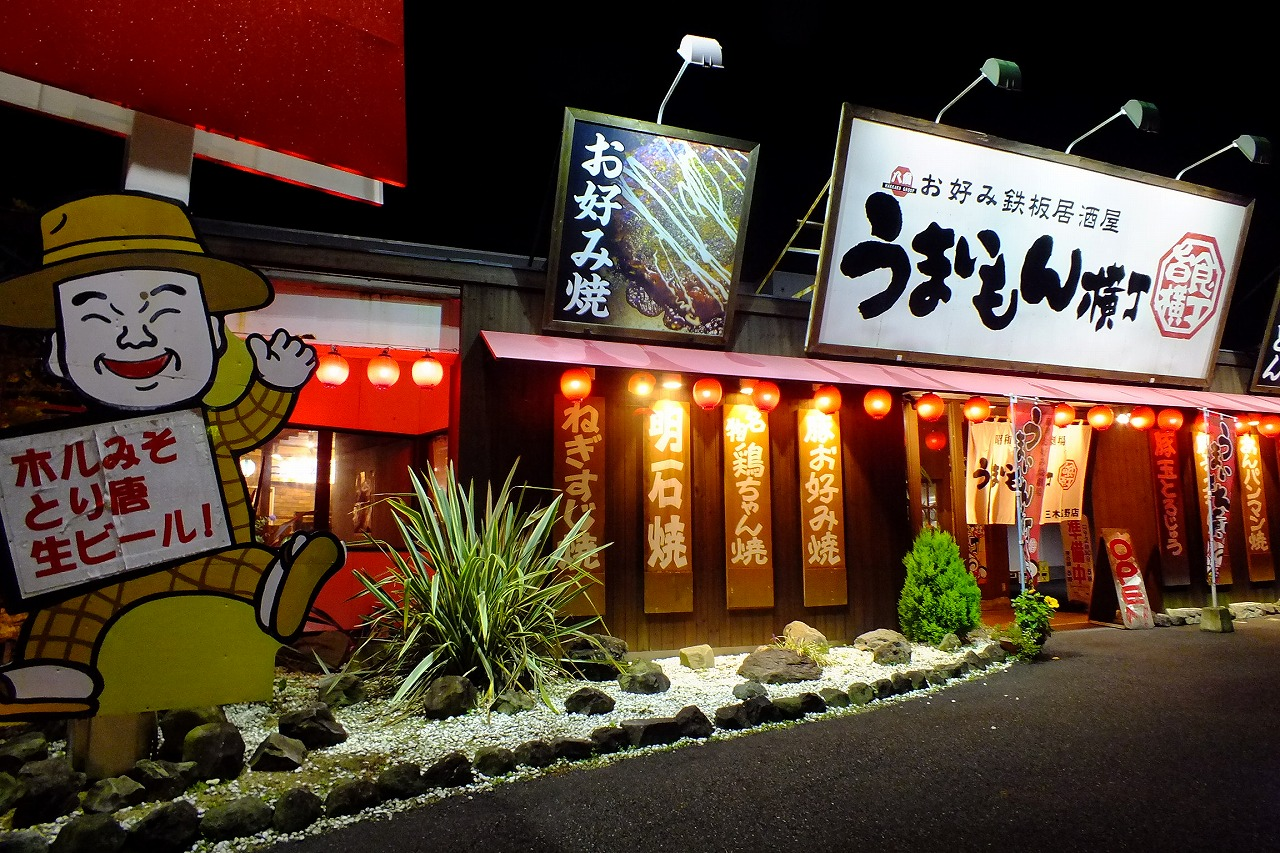
FC1号店「うまいもん横丁三木広野店」

- 2006年 - うまいもん横丁のFC1号店として「うまいもん横丁三木広野店」をオープン[8]。
- 2007年3年 - 「うまいもん横丁高砂店」オープンと同時に、屋号の冠をそれまでの「お好み焼鉄板焼居酒屋」から「昭和お好み焼劇場」に変更[8]。
- 2011年2月 - 「らーめん八角」、「うまいもん横丁」が特許庁より商標登録を受ける[8]。11月、「B-1グランプリin HIMEJI」併設イベント「姫路食博2011」に出店[8]。
- 2012年 - らーめん八角にて持ち帰りに「姫路らーめん」を発売。同月、通信販売を始める。9月、株式会社八角代表取締役に就任、父、大西敏文が会長に就任[8]。
- 2013年8月 - 系列会社の株式会社エルエイトを吸収統合する。
- 2014年 - 「八角」20周年[5]。
- 2015年4月 - テレビ番組「経済バラエティ番組「Bプロジェクトたむら社長室」」に出演[10]。
- 2015年11月8日 - 校長の招へいにより播磨町立播磨中学校（加古郡播磨町）で「夢を持つこと」「人とのつながりを大切にすること」をテーマに講演を行う[3]。
- 2017年1月23日 - 波乱にとんだ半生を描いた著書『手作り屋台が生んだ やりすぎ飲食店経営』（ダイヤモンド社）を刊行[11][12][13]。
- 2017年3月 - テレビ情報番組『ごきげんライフスタイル よ〜いドン!』（関西テレビ）に出演[14][15]。
- 2017年10月8日 - 神戸新聞「経営新潮流」（トップインタビュー第39回）にて、父から引き継いだ1億円の借金を19歳で引き継いだ後、八角を4業態35店舗、売上14億1900万円、従業員350名の企業にまで育て上げたインタビューが掲載される[16]。
- 2019年10月28日 - 人生を生き抜くためのメッセージが詰まった大西２冊目の著書『諦めそうになった時に読む本 逆境でも決して折れない思考法』（幻冬舎）を刊行[17][13]。
- 2022年8月2日 - 明石じゃーなる「開店・閉店」カテゴリーにて「らーめん八角 明石藤江店」が7つめの新業態の洋食屋「洋食屋Bee」にリニューアルオープンしたことが掲載される[18]。

## 経営手法

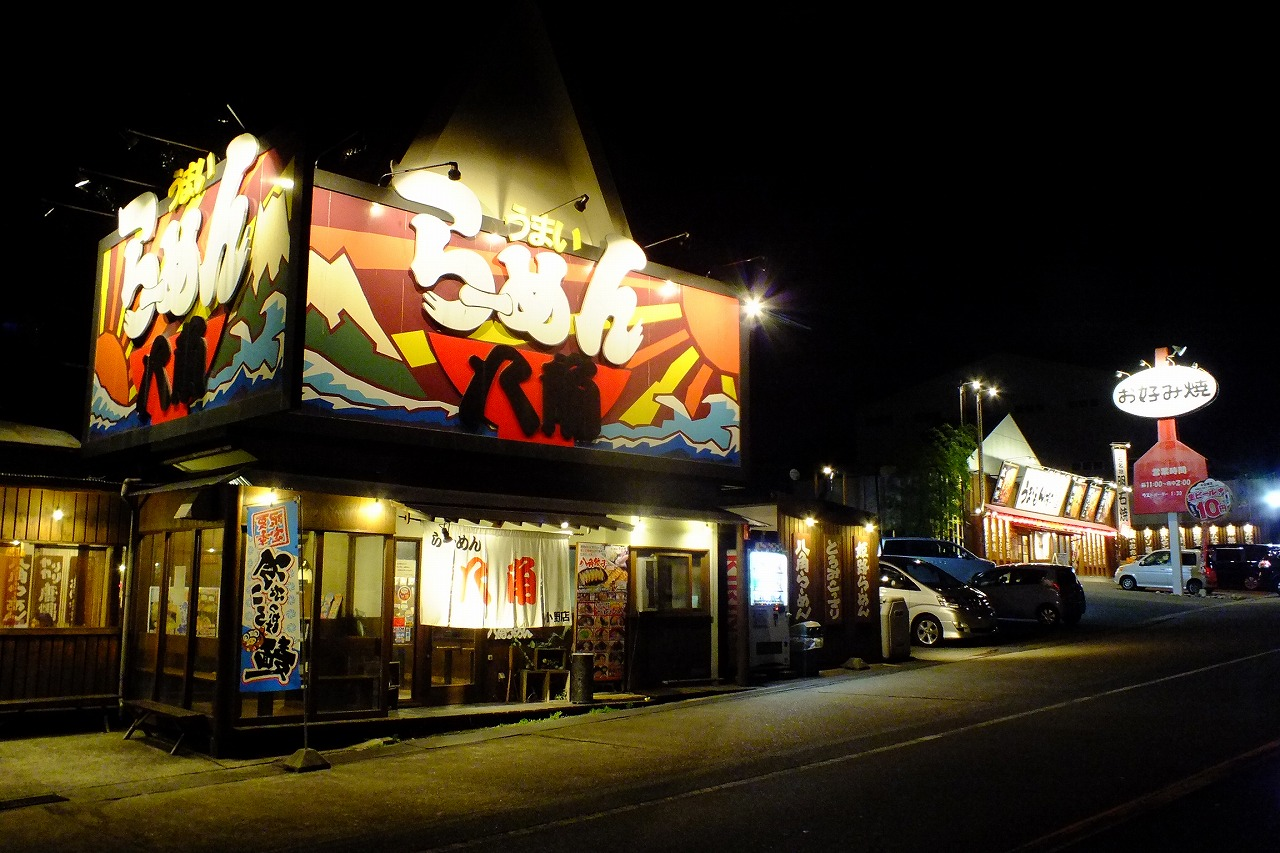
直営店の一つ「らーめん八角小野店 」と「昭和お好み焼き劇場うまいもん横丁 小野店」

大西が開発した八角ラーメンは基本的に播州ラーメンに通じる甘めの醤油を使った「醤油ラーメン」だが、播磨全体のらーめん好き人口の底上げを狙い、醤油のみならず豚骨、塩、味噌、ばり辛、油そばなどのバリエーションも揃え、さらに「家族で楽しめるファミリーラーメン」をコンセプトにしている。このため姫路総本店には、キッズルームも備えるなどの工夫が見られる。「八角デー」、「生ビール10円」、「八角くじ」、8の付く日の「88餃子」（平均25%売り上げ増を達成）など奇抜でユニークな営業戦略を打ち出しているその経営手法だけをみるとワンマンに見えるが、むしろ本人は「上下関係は苦手で、スタッフと会話するときも相手の目線で話をする」という。「スタッフ全員を主役にする」という基本概念を透徹させた経営方針で従業員の前向きな気持ちを引きだす(『トップフォーラム』2014年6月号誌上での岡本富士太との対談）。

### 手作りへのこだわり
- 作り手のこだわりは必ず食べる人に伝わるというポリシーを持ち、「何もかんも手作り」精神を基本姿勢に、店内ですべてを仕込む。これは多店舗展開した今も変わらず徹底され、餃子、チャーシュー、チャーハン、スープのすべてにわたっている[1]。多店舗展開に向け、味の標準化が課題となった際もそれを解決すべく「セントラルキッチン化」の案も社内で上がったが、一度も首を縦に振らなかった。「店舗によって味が違うのも、八角の個性の一つ。常連さんの中にはこの店の味が好きという方もいらっしゃいますが、私はそれでいいと思う」と雑誌誌上で発言[5]。

### アイデア販促
- 大西は多くのユニークなアイデアと営業戦略を考案しているが、「アイデアはいつも、問題解決の結果」だと語る。例えば、「10円ビール」は国道に面した店にもかかわらず客入りが悪かった店で、夕方5時からの渋滞が特にひどいことに着目し、渋滞につかまった人に対するアイキャッチとして成功した事例で、姫路市内で100円ビールがあると聞いて、「じゃあうちは10円だ！」ということで始めた。その結果、見た人が後日改めて来店するケースが急増、今では人気店となっている。同様に売り上げが低迷する店舗には直接現場を訪問、観察し、ニーズをアイデアに転換する工夫を行うなどしている[7]。

### 食の安全
- 事業が拡大し店舗数が増えるにつれ、衛生管理には特に気を使い、余剰利益の多くを「食の安全」に投資する[1]。

## 著書
- 『手作り屋台が生んだ やりすぎ飲食店経営』（ダイヤモンド社）（2017年1月23日）[12][13]。
- 『諦めそうになった時に読む本 逆境でも決して折れない思考法』（幻冬舎）（2019年10月29日）[17][13]。

## マスメディア出演

### テレビ
- 2015年4月 - 経済バラエティ番組「Bプロジェクトたむら社長室」（サンテレビジョン）[10]。
- 2015年11月、トリックハンター（日本テレビ） 、「すごポン」（テレビ朝日）ほか[20]。
- 2017年3月13日 - 『ごきげんライフスタイル よ〜いドン!』（関西テレビ）にて「人間国宝」に認定される[14][15]。

### 雑誌・対談
- 2013年、『The Human』2013年1月号誌上で 吉沢京子と対談[1]。『Meets ときどきめんライフ』[21]、『月間飲食店経営』2013年11月号（今、売上を伸ばしている店の週刊）。[21]。
- 2014年、『トップフォーラム』（国際通信社）2014年6月号誌上にて岡本富士太と対談[6][21]。
- 2016年、『日経ビジネス』（日経BP社 2016年5月号）、「日経トレンディ」（日経BP社 2016年4月号）[21]